# Vino en la Antigua Grecia

Influencia griega en el siglo VI a. C.

La influencia de la Antigua Grecia en el vino es importante no solo para la industria del vino griego sino para el desarrollo de casi todas las regiones vinícolas europeas y para la propia historia del vino. La importancia que la vinicultura tuvo en la sociedad griega antigua puede verse en una cita del historiador Tucídides: «los pueblos del Mediterráneo empezaron a emerger del barbarismo cuando aprendieron a cultivar olivos y vides».
Los antiguos griegos fueron pioneros en nuevos métodos de viticultura y producción de vino que compartieron con las antiguas comunidades vinícolas en lo que actualmente es Francia, Italia y Rusia, así como otras a través del comercio y la colonización. Por el camino influyeron marcadamente en las antiguas culturas vinícolas europeas de los celtas, etruscos, escitas y finalmente los romanos.

## Orígenes

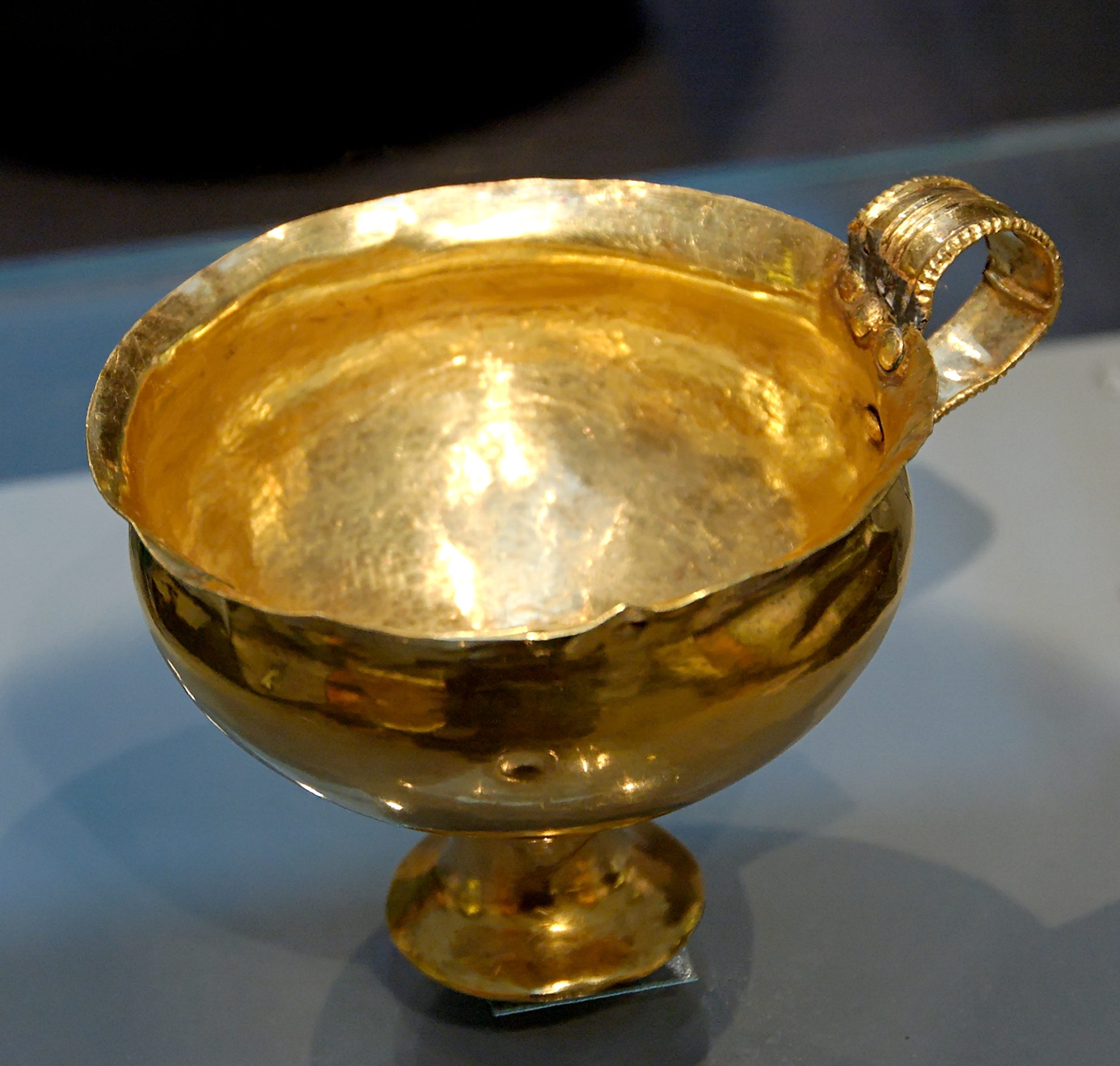
Un cáliz dorado de la época micénica.

La viticultura ha existido en Grecia desde finales del periodo Neolítico, generalizándose el cultivo doméstico a principios de la Edad del Bronce. A través del comercio con el Antiguo Egipto, la civilización minoica de Creta tuvo acceso a los métodos vinícolas egipcios, una influencia que muy probablemente tuvieron sobre la Grecia micénica. Los palacios minoicos tuvieron sus correspondientes viñedos, como Spyridon Marinatos demostró en excavaciones justo al sur del yacimiento del palacio de Archanes, y el equivalente minoico de una villa rustica dedicada a la producción de vino fue desenterrada en Zakros en 1961. En la cultura minoica de mediados del II milenio a C., el vino y el toro sagrado estaban relacionados en la forma de copas con forma de cuerno llamadas rhyta; el nombre Oinops (‘de color de vino’) aparece dos veces en tablillas en lineal B de Cnosos y se repite dos veces en Homero. Junto a la aceituna y el grano, la uva era un importante cultivo vital para el sostenimiento y desarrollo de la comunidad: el calendario griego antiguo seguía el curso del año del vinatero.
Una de las primeras prensas de vino conocidas fue descubierta en el Palekastro, en Creta, y es esta isla desde donde se cree que los micénicos extendieron la viticultura a otras lugares del mar Egeo y bastante probablemente al continente griego.
En la época micénica, el vino adquirió una mayor importancia cultural, religiosa y económica. Los registros inscritos en tablillas en lineal B incluyen detalles sobre vinos, viñedos y mercaderes de vino, así como una primitiva alusión a Dioniso, el dios griego del vino. Los griegos incrustaron la llegada de la cultura vinícola en las mitologías de Dioniso y del héroe Aristeo.
Restos antiguos de ánforas en lugares como Chipre, Egipto, Palestina, Sicilia y el sur de Italia demuestran que los micénicos comerciaron activamente con vino por todo el mundo antiguo.

## Colonización y comercio

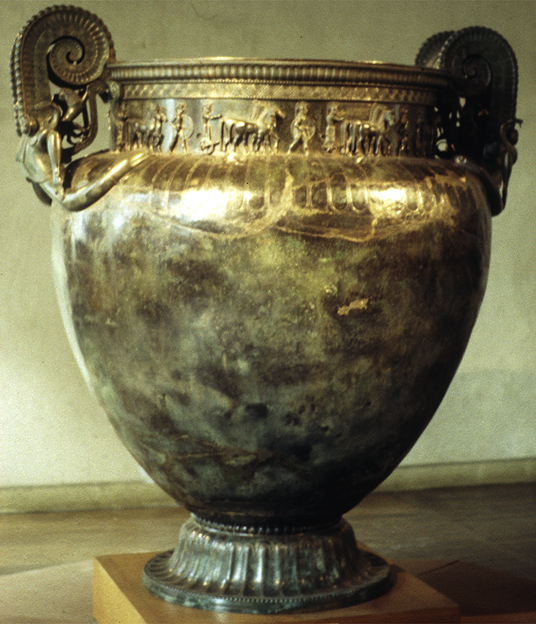
La crátera de Vix.

A medida que las ciudades-estado griegas fundaban colonias por todo el Mediterráneo, los colonos llevaban vides consigo, además de cultivar las variedades salvajes que encontraban. Sicilia y el sur de Italia formaban algunas de las colonias más antiguas, siendo zonas que ya albergaban abundantes vides. Los griegos llamaron a la parte sur de la península itálica Oenotria (‘tierra de vides’). Los colonos en Massalia (Marsella, al sur de Francia) y a lo largo de la costa del Mar Negro siguieron pronto, con expectativas no solo de producir localmente el vino necesario para su propio consumo, sino también de crear oportunidades comerciales para satisfacer la demanda de las ciudades-estado cercanas. Atenas fue un gran y lucrativo mercado para el vino, formándose importantes viñedos en el Ática y en la isla de Tasos para cubrir su demanda. Los historiadores del vino han teorizado que los griegos pudieron haber introducir la viticultura en España y Portugal, pero también es probable que los fenicios alcanzaran estas regiones antes.
Las monedas griegas de épocas clásicas, acuñadas a menudo con diseños de uvas, vides y copas de vino, fueron testigos de la importancia del vino en la economía griega antigua. Con cada socio comercial importante, desde Crimea, Egipto, Escitia, Etruria y más allá, los griegos intercambiaron su conocimiento de viticultura y producción del vino, así como los frutos de su propia producción. Millones de unidades de ánforas, llevando los sellos distintivos de distintas ciudades-estado e islas egeas han sido desenterrados por los arqueólogos, demostrando el alcance de la influencia griega. Un naufragio descubierto cerca de la costa sur de Francia incluía cerca de 10 000 ánforas conteniendo unos 300.000 litros de vino griego, presumiblemente destinado al comercio con la Galia, subiendo por Ródano y el Saona. Se ha estimado que los griegos enviaban casi 10 millones de litros de vino a la Galia cada año a través de Massalia. En 1929, el descubrimiento de la Tumba de Vix cerca de Borgoña desveló varios objetos que demostraban los fuertes lazos entre los comerciantes de vino griegos y los habitantes celtas locales. El más importante era una gran crátera de manufactura griega, diseñada para contener más de 1000 litros de vino.

## Influencias de la viticultura y la producción de vino

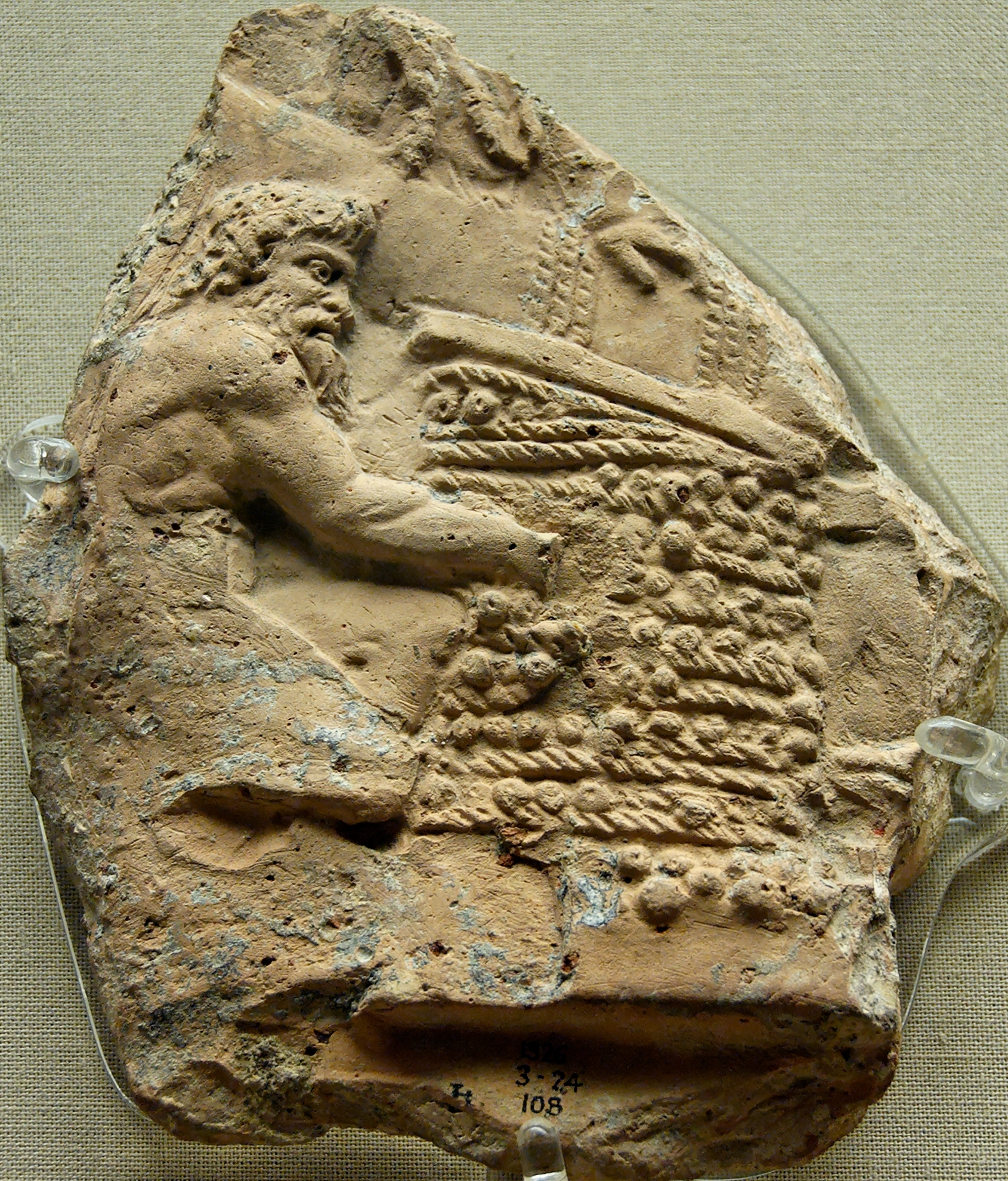
Una relieve en terracota representando sátiros exprimiendo el zumo de uva pisada en esteras de mimbre.

Los griegos antiguos llamaban a la vid cultivada hemeris, ‘domada’, pues sabría que podía crecer por sí sola. A partir de un enorme rizoma se talló una imagen de culto de la Gran Diosa que fue erigida en la costa de Frigia por los argonautas. La última Dionisíaca de Nono relata la primitiva invención de la prensa de vino, atribuida a Dioniso, y la descripción de Homero del escudo de Aquiles cuenta que parte de su decoración cincelada mostraba la vendimia de un viñedo protectoramente rodeado por una trinchera y una valla, estando las vides en filas apoyadas sobre estacas. El escritor griego del siglo IV a. C., Teofrasto, dejó un detallado registro de algunas de las influencias e innovaciones griegas en el ámbito de la viticultura. Una importante técnica fue el estudio de los suelos de viñedos y su correspondencia con las vides específicas. Homero escribió que Laertes, padre de Odiseo, tenía unas 50 variedades plantadas en distintas partes de su viñedo. Otra fue el control de los rendimientos para la mejor concentración de sabores y calidad, más que una mayor producción; la economía contemporánea favorecía los rendimientos altos para la mayoría de los cultivos, y limitar intencionadamente la producción agrícola estaba lejos de ser una costumbre habitual en el mundo antiguo. Teofrasto también detalló la costumbre de usar chupones y estacas para plantar nuevos viñedos. Los griegos también practicaron el emparrado, con vides en estacas para facilitar su cultivo y vendimia, en lugar de dejarlas crecer como arbustos o sobre árboles. Aunque los ampelógrafos no han sido capaces de identificar a los ancestros exactos de ninguna variedad de uva actual entre las usadas por los antiguos griegos, diversas variedades como la Aglianico (también conocida como Helleniko), Grechetto y Trebbiano (también llamada Greco) tienen una distintiva herencia griega. No todas las técnica vitícolas griegas fueron adoptadas ampliamente por otras regiones vinícolas. Algunos viñedos griegos empleaban el misticismo como forma de protegerse de la enfermedad y el mal tiempo; un método implicaba que dos trabajadores del viñedo tomasen un gallo blanco vivo y lo partieran por la mitad, llevando cada uno su trozo alrededor del perímetro del viñedo en direcciones opuestas y enterrándolos en el punto en el que se encontrasen.
Los griegos practicaron una forma primitiva de pisado de la uva. Se ponían cestas de mimbre llenas de uvas en cubas de madera o barro cocido con una cuerda o tablón encima. Los trabajadores del viñedo se sujetaban de la cuerda para mantener el equilibrio y aplastaban las uvas con sus pies. A veces esto se hacía con el acompañamiento de otro obrero tocando la flauta de forma festiva. Tras el prensado, las uvas se ponían en grandes pithoi para que fermentasen. Las obras de Hesíodo y la Odisea de Homero incluyen algunas de las primeras menciones a la producción de vino de pasas, dejando las uvas recién vendimiadas en esteras para que se sequen hasta casi pasas antes de prensarlas.
Un vino lesbio conocido como Protropon fue uno de los primeros conocidos hechos exclusivamente con zumo «libre», tomado solo de racimos de uva prensados bajo su propio peso. Otras innovaciones griegas incluyen la cosecha deliberada de uvas sin madurar para obtener un vino más ácido para mezclar. La cocción del mosto de uva fue descubierta como otro medio de añadir dulzor al vino. Los griegos creían que el vino también podía mejorarse añadiendo aditivos como resina, hierbas, especias, agua marina, salmuera, aceite y perfume. El Retsina, el Glühwein y el vermú son ejemplos modernos de esta costumbre.
Tan tarde como en el Segundo Concilio de Constantinopla en el 691 d. C., exactamente tres siglos después de que Teodosio clausurase los templos, hubo de dictarse un canon prohibiendo expresamente los gritos de «Dioniso» entre quienes pisaban la uva, que seguían usando máscara, recomendándose en su lugar el Kyrie Eleison.

## Vino griego
En época antigua, la reputación de un vino dependía más de la región de procedencia que del productor o viñedo concreto. En el siglo IV a. C., el vino más caro vendido en Atenas era el quío, a un precio de entre un cuarto a dos dracmas por chous (aproximadamente 4 botellas de 75 cl actuales). Como críticos de vinos primitivos, los poetas griegos lanzaban elogios a ciertos vinos y hablaban negativamente de los que no cumplían sus expectativas. Los vinos que se citaban con mayor frecuencia como de buena calidad eran los de Calcídica, Ismara, Quíos, Cos, Lesbos, Mende, Naxos, Pepareto (actual Skopelos) y Tasos. Entre los vinos individuales que fueron elogiados estaban dos de origen misterioso: el biblino y el pramno. Se cree que el biblino era un vino hecho de forma parecida al fenicio de Biblos, muy elogiado por su fragancia perfumada por escritores griegos como Arquestrato. Se piensa que la versión griega de este vino surgió en Tracia de una variedad de uva conocida como biblina. El vino pramno se encontraba en varias regiones, especialmente en Lesbos pero también en Icaria y Esmirna. Ateneo sugirió que pramno era un nombre genérico alusivo al vino oscuro de buena calidad y potencial envejecimiento.
La primera referencia a un vino con nombre se debe al poeta lírico Alcmán (siglo VII a. C.), que elogió el Dénthis, un vino de las faldas occidentales del monte Taigeto en Mesenia, como anthosmias (‘que huele a flores’). Aristóteles mencionó un vino lemnio, que probablemente fuera el mismo que la actual variedad Lemnió, un tinto con un buqué de orégano y tomillo. De ser así, este vino sería la variedad más antigua aún cultivada. Homero también hizo frecuentes alusiones al ‘mar de color vino oscuro’ (οἶνωψ πόντος, oīnōps póntos). 

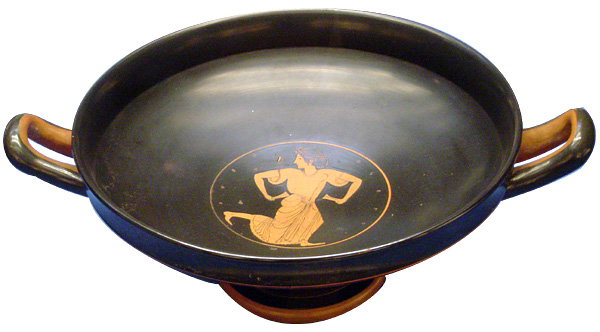
Un kílix usado para servir vino griego.

El estilo más común de vino en la Antigua Grecia era dulce y aromático, aunque también se producían vinos más secos. Su color iba de oscuro, casi negro a leonado y hasta blanco. La oxidación era un defecto frecuente y muchos vinos no duraban más allá de la siguiente cosecha. Los vinos que se conservaban bien y envejecían eran muy apreciados, con Hermipo describiendo los mejores vinos maduros con un buqué de «violetas, rosas y jacinto». Los poetas cómicos señalaban que a las mujeres griega les gustaba «el vino viejo pero los hombres jóvenes». El vino casi siempre se diluía, normalmente con agua o nieve cuando se quería servir frío. Los griegos creían que sólo los bárbaros bebían vino sin mezclar ni diluir, y que el rey espartano Cleómenes I enloqueció una vez tras beber vino de esta forma. Los griegos valoraban su costumbre de diluir el vino con agua como un rasgo de comportamiento civilizado, cuyo contraste venía encarnado por el mito de la batalla de los lápitas con los centauros, quienes se vieron empujados a la violación y el caos por no estar acostumbrados al vino, que bebieron sin mezclar.

## El vino en la cultura griega

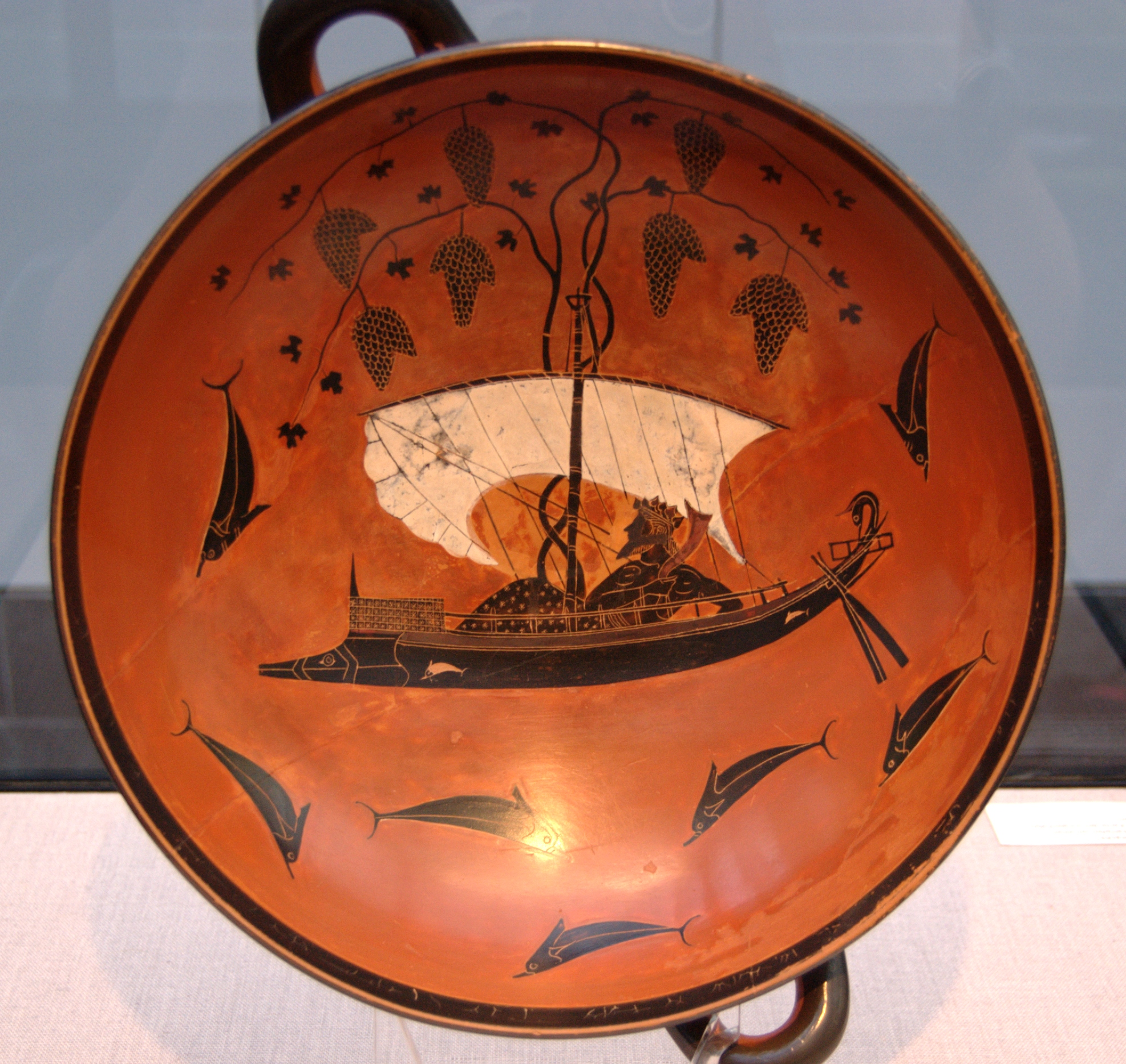
El vino en Grecia nunca estuvo alejado de su relación mística con el culto a Dioniso. Kílix ático de figuras negras, c. 530 a. C., representando a Dioniso a bordo de un buque con vides enredadas entre sus raptores transformados en delfines.

Además de su presencia como bien de consumo, el vino también desempeñaba importantes papeles religiosos, sociales y medicinales en la sociedad griega. La ‘fiesta del vino’ (me-tu-wo ne-wo) era una fiesta de la Grecia micénica que celebraba el «mes del vino nuevo». El culto de Dioniso era muy activo, si no misterioso, y fue inmortalizado en la obra de Eurípides Las bacantes. A lo largo de todo el año se celebraban varias fiestas en honor del dios del vino. La Antesteria se celebraba en febrero y señalaba la apertura de las jarras de vino de la vendimia del otoño anterior. La fiesta incluía una procesión por Atenas portando jarras de vino y concursos de bebedores. Las Dionisias incluían representaciones teatrales tanto de comedias como de tragedias en honor del dios del vino. Esta bebida era un componente frecuente en el simposio que a veces incluía el juego del cótabo, que implicaba lanzar las heces del vino desde una copa vacía a un blanco.
El uso medicinal del vino fue estudiado con frecuencia por los griegos. Hipócrates realizó una investigación exhaustiva al respecto, usando vino como cura para las fiebres, la convalecencia y como antiséptico. También estudió su efecto sobre las heces de sus pacientes. Los médicos griegos prescribían varios tipo de vino para usarlos como analgésicos, diuréticos, tónicos y digestivos. Los griegos también eran conscientes de algunos efectos negativos para la salud, especialmente cuando se consumía sin moderación. Ateneo hizo frecuentes menciones a la resaca provocada por el vino y diversos remedios para la misma. El poeta Eubulo advirtió que tres cuencos (kílix) eran la cantidad idónea de vino a consumir. El número de tres cuencos como moderación es un tema común en toda la literatura griega: la actual botella de vino de 75 cl contiene aproximadamente tres vasos para dos personas. En su obra de c. el 375 a. C. Sémele o Dioniso, Eubulo hace que Dioniso diga:

Tres cuencos mezclo para los moderados: uno para la salud, que vacían primero, el segundo para el amor y el placer, el tercero para dormir. Cuando este cuenco se bebe, los invitados sabios se van a casa. El cuarto cuenco ya no es nuestro, sino que pertenece a la violencia; el quinto al tumulto, el sexto al regodeo beodo, el séptimo a los ojos negros, el octavo es el de la policía, el noveno pertenece a la bilis, y el décimo a la locura y el lanzamiento de muebles.